# Chaloenus suturalis
Chaloenus suturalis là một loài bọ cánh cứng trong họ Chrysomelidae. Loài này được Westwood miêu tả khoa học năm 1861.